# Conostethus griseus
Conostethus griseus är en insektsart som beskrevs av Douglas och Scott 1879. Conostethus griseus ingår i släktet Conostethus, och familjen ängsskinnbaggar. Arten har ej påträffats i Sverige.